# Parambassis lala
Parambassis lala is een  straalvinnige vissensoort uit de familie van Aziatische glasbaarzen (Ambassidae). De wetenschappelijke naam van de soort is voor het eerst geldig gepubliceerd in 1822 door Hamilton.
De soort staat op de Rode Lijst van de IUCN als Gevoelig, beoordelingsjaar 2010. De omvang van de populatie is volgens de IUCN dalend.